# 미케일라 코얼
미케일라 코얼(영어: Michaela Coel, 1987년 ~ )은 영국의 배우, 영화각본가, 감독, 프로듀서, 가수이다.